# Julgamento de Susan B. Anthony
O julgamento criminal de Susan B. Anthony, também conhecido como caso United States v. Susan B. Anthony, ocorreu em um tribunal federal dos Estados Unidos em 1873. A ré, líder do movimento pelo sufrágio feminino, foi presa por votar nas eleições de 1872, em Rochester, Nova York, em violação às leis estaduais que permitiam o voto apenas a homens. Susan argumentou que tinha o direito de votar com base na recém-adotada Décima Quarta Emenda à Constituição dos EUA, que afirmava: "Nenhum Estado fará ou aplicará qualquer lei que restrinja os privilégios ou imunidades dos cidadãos dos Estados Unidos".
O juiz Ward Hunt [en], recém-nomeado para a Suprema Corte dos EUA, presidiu o tribunal de circuito federal onde o julgamento ocorreu. Ele não permitiu que os jurados discutissem o caso e orientou-os a declarar Anthony culpada. No último dia do julgamento, Hunt perguntou a Anthony se ela tinha algo a dizer. Ignorando as instruções do juiz para se calar, Anthony proferiu um discurso que foi descrito por um historiador do movimento feminino como "o mais famoso da história da agitação pelo sufrágio feminino". Ela protestou contra o que considerava uma "afronta arbitrária aos seus direitos de cidadã" e questionou a injustiça de negar às mulheres o direito de votar. Quando Hunt a condenou a pagar uma multa de US$ 100, ela afirmou que jamais pagaria. O juiz, então, anunciou que ela não seria presa por não pagar a multa, impedindo assim que o caso fosse levado à Suprema Corte.
Outras quatorze mulheres de Rochester, residentes no mesmo distrito de Anthony, também votaram na eleição de 1872 e foram presas, mas o governo não as levou a julgamento. Os fiscais eleitorais que permitiram o voto das mulheres foram processados, condenados e posteriormente perdoados pelo Presidente Ulysses S. Grant, após se recusarem a pagar as multas impostas pelo tribunal.
O julgamento, amplamente coberto pela imprensa nacional, ajudou a tornar o sufrágio feminino uma questão de relevância nacional e foi um marco importante na transição do movimento pelos direitos das mulheres, que passou a se concentrar principalmente no sufrágio feminino. O veredicto emitido pelo juiz Hunt gerou uma controvérsia jurídica que perdurou por anos. Em 1895, a Suprema Corte dos EUA decidiu que um juiz federal não poderia instruir um júri a emitir um veredicto de culpado em um julgamento criminal.

## Histórico

### Exigências iniciais para o sufrágio feminino

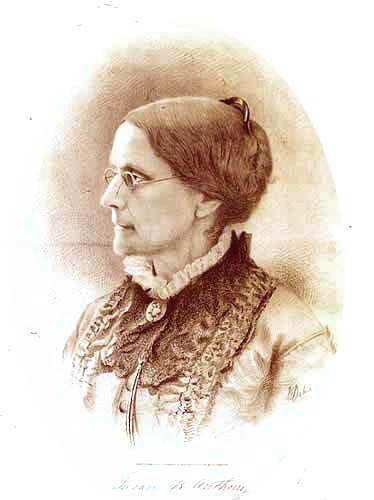
Susan B. Anthony.

As exigências pelo sufrágio feminino surgiram dentro do movimento mais amplo pelos direitos das mulheres, que começou a se consolidar nos Estados Unidos no início do século XIX. Nos primeiros anos do movimento, o direito de voto não era uma das principais demandas, pois o foco estava em questões como o direito das mulheres de falar em público e os direitos de propriedade das mulheres casadas. Na Convenção de Seneca Falls, realizada em 1848 no oeste de Nova York, a única resolução que não foi aprovada por unanimidade foi a que defendia o sufrágio feminino. Essa proposta, originada por Elizabeth Cady Stanton, que estava iniciando sua trajetória como líder sufragista, só foi aceita depois do apoio enfático de Frederick Douglass, líder abolicionista e ex-escravo. A convenção ajudou a popularizar a ideia do sufrágio feminino, e, na primeira Convenção Nacional dos Direitos da Mulher, em 1850, o sufrágio já era considerado um objetivo amplamente aceito no movimento.
A partir de então, as mulheres começaram a tentar votar. Em 1868, em Vineland, Nova Jérsia, uma comunidade de espiritualistas radicais, cerca de 200 mulheres depositaram seus boletins de voto em uma urna separada, tentando que fossem contados durante as eleições, mas sem sucesso. Lucy Stone, uma das líderes do movimento pelos direitos das mulheres e residente nas proximidades, também tentou votar pouco depois, mas sem êxito.

### Estratégia daNew Departure
Em 1869, Francis e Virginia Minor [en], um casal de sufragistas do Missouri, desenvolveram uma estratégia conhecida como a New Departure [en], que passou a orientar o movimento sufragista durante vários anos. A estratégia baseava-se na interpretação de que a recém-adotada Décima Quarta Emenda à Constituição dos Estados Unidos, juntamente com a Décima Quinta Emenda ainda pendente, concedia implicitamente o direito de voto às mulheres. O principal objetivo dessas emendas era garantir que os ex-escravos libertos se tornassem cidadãos com direito de voto. Nesse contexto, as emendas definiram a cidadania de forma que incluía claramente as mulheres, proibiram os estados de restringir "os privilégios ou imunidades dos cidadãos" e transferiram parte do controle sobre os direitos de voto dos estados para o nível federal. Os Minors citaram o caso Corfield v. Coryell [en], de 1823, no qual um tribunal federal havia decidido que o direito de votar fazia parte dos privilégios e imunidades dos cidadãos. Além disso, também utilizaram o preâmbulo da Constituição para reforçar a argumentação de que os direitos básicos dos cidadãos eram direitos naturais, fundamentais à autoridade constitucional. Dentro dessa estratégia, o objetivo do movimento sufragista era estabelecer, por meio de ações judiciais, que esses princípios, em conjunto, implicavam no direito das mulheres de votar.
Em 1871, Victoria Woodhull, corretora de valores com pouca ligação prévia ao movimento pelos direitos das mulheres, apresentou uma versão modificada da estratégia da New Departure a um comitê do Congresso. Ao invés de buscar uma decisão judicial que confirmasse que a Constituição implicitamente concedia direitos às mulheres, Woodhull propôs que o Congresso aprovasse um ato declaratório com o mesmo propósito. No entanto, o comitê rejeitou sua proposta.
No início de 1871, a Associação Nacional pelo Sufrágio Feminino (NWSA), fundada por Susan B. Anthony e Elizabeth Cady Stanton em 1869, adotou oficialmente a estratégia da Nova Partida. A organização incentivava as mulheres a tentarem votar e a entrarem com ações judiciais federais caso o direito fosse negado. A NWSA foi a primeira organização nacional dedicada aos direitos das mulheres. Uma organização rival, a Associação Americana pelo Sufrágio Feminino, criada pouco depois, não adotou a estratégia da Nova Partida, mas se concentrou na campanha por leis estaduais que permitissem às mulheres votar.
Logo, centenas de mulheres começaram a tentar votar em várias localidades. Acompanhadas por Frederick Douglass, líder abolicionista e defensor dos direitos das mulheres, 64 mulheres tentaram registrar-se para votar em Washington, D.C., na primavera de 1871, e mais de 70 tentaram efetivamente votar. Em novembro de 1871, a Suprema Corte do Distrito de Colúmbia decidiu contra os processos movidos por essas mulheres, determinando que a cidadania não implicava automaticamente o direito de votar. O tribunal afirmou que "a reivindicação legal do direito natural de todos os cidadãos de votar envolveria, neste estágio de inteligência popular, a destruição do governo civil", e que "o fato de que o exercício prático do direito presumido seria destrutivo para a civilização é decisivo para a inexistência do direito”.

## Prisão e condenação por votar

### Voto na eleição de 1872

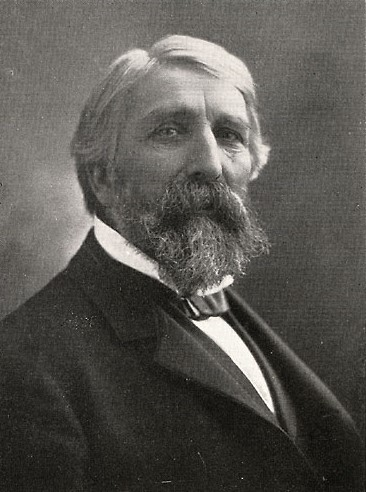
John Van Voorhis.

A reação das autoridades às tentativas malsucedidas de votar foi geralmente discreta. No entanto, a situação foi bem diferente quando Susan B. Anthony conseguiu votar na eleição presidencial de 1872 em Rochester, Nova York. Anthony, uma figura proeminente no movimento sufragista, já era amplamente conhecida. Juntamente com Elizabeth Cady Stanton, fundou a Liga Nacional Leal Feminina [en], a primeira organização política nacional de mulheres nos Estados Unidos, durante a Guerra Civil Americana, em 1863. Ela também foi a principal organizadora da campanha de petição da liga contra a escravidão, que coletou quase 400.000 assinaturas, estabelecendo o recorde de maior campanha de petição da história dos EUA até aquele momento. Na época de sua votação, Anthony era uma das defensoras mais destacadas do sufrágio feminino no país.
No dia 1º de novembro de 1872, Anthony se dirigiu, acompanhada por suas irmãs Guelma, Hannah e Mary, até um cartório eleitoral localizado em uma barbearia próxima e exigiu que fosse registrada. Ela citou a Décima Quarta Emenda da Constituição dos EUA para justificar sua exigência e ameaçou processar pessoalmente os fiscais eleitorais caso se recusassem. Após consultar John Van Voorhis [en], um advogado local que apoiava o sufrágio feminino, os fiscais concordaram em registrar as mulheres, desde que elas fizessem os juramentos padrão de registro, o que, segundo Van Voorhis, "colocaria todo o ônus do caso sobre elas".
Como uma hábil estrategista de mídia, Anthony foi imediatamente à redação de um jornal local para dar uma entrevista sobre o que acabara de acontecer. A notícia do registro das mulheres foi amplamente divulgada nos jornais da tarde, com alguns deles pedindo a prisão dos fiscais que haviam registrado as mulheres. Anthony retornou ao cartório eleitoral para apoiar os fiscais e assegurar-lhes que cobriria quaisquer custos legais que pudessem surgir devido à sua decisão. Outras mulheres de Rochester seguiram seu exemplo, registrando-se também, elevando o total de mulheres registradas para quase cinquenta.
No dia da eleição, 5 de novembro de 1872, Anthony e outras quatorze mulheres de sua região foram à seção eleitoral para votar. Sylvester Lewis, um fiscal, contestou o direito de voto delas, exigindo que prestassem um juramento afirmando que estavam qualificadas para votar, o que elas fizeram. Os inspetores eleitorais encontraram-se em uma situação delicada. Recusar as cédulas das mulheres poderia violar a lei estadual, que não permitia a recusa de uma cédula de um eleitor que tivesse prestado o juramento exigido. Por outro lado, a lei federal tornava ilegal aceitar uma cédula de um eleitor inelegível. Além disso, a lei federal punia de forma semelhante quem aceitasse a cédula de um eleitor inelegível ou quem recusasse a cédula de um eleitor elegível. Diante disso, os inspetores optaram por permitir que as mulheres votassem. No entanto, a repercussão negativa nos dias anteriores influenciou os funcionários das outras seções eleitorais, que recusaram as cédulas das outras mulheres registradas.

### Prisão
De acordo com Ann D. Gordon, historiadora do movimento sufragista, Susan B. Anthony não esperava ser presa. Seu plano inicial era ser rejeitada nas urnas e, em seguida, entrar com uma ação judicial no tribunal federal para garantir seu direito de voto. Ela também não antecipava ser detida pelas autoridades.
No dia 14 de novembro de 1872, mandados de prisão foram redigidos para as mulheres que haviam votado, bem como para os fiscais eleitorais que haviam permitido o voto delas, e esses mandados foram divulgados à imprensa. William C. Storrs, um dos comissários do Tribunal de Circuito dos EUA para a área de Rochester, enviou uma mensagem a Anthony pedindo que ela o encontrasse em seu escritório. No entanto, Anthony respondeu que não o conhecia socialmente e que não desejava visitá-lo.

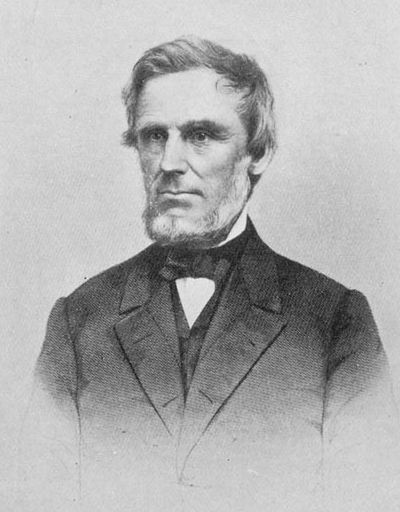
Henry R. Selden.

Em 18 de novembro, um delegado do U.S. Marshal se apresentou na casa de Anthony e informou que o Comissário Storrs queria vê-la em seu escritório. Quando Anthony perguntou a razão, o delegado respondeu que Storrs queria prendê-la. Anthony, surpresa, afirmou que homens não eram presos daquela maneira e exigiu ser presa de maneira formal. O delegado então apresentou o mandado de prisão e a deteve. Quando informada de que deveria ir com ele imediatamente, Anthony afirmou que não estava pronta. O delegado, então, disse que seguiria à frente e que ela poderia ir quando estivesse preparada. Anthony, recusando-se a ir sozinha ao tribunal, fez o delegado esperar enquanto ela se trocava. Quando pronta, estendeu os pulsos para ser algemada, mas o policial se recusou, alegando que não considerava necessário.
As outras quatorze mulheres que votaram e foram presas posteriormente incluíam Charlotte Bolles Anthony [en], Mary Stafford Anthony [en], Ellen S. Baker, Nancy M. Chapman, Hannah M. Chatfield, Jane M. Cogswell, Rhoda DeGarmo, Mary S. Hebard, Susan M. Hough, Margaret Garrigues Leyden, Guelma Anthony McLean, Hannah Anthony Mosher, Mary E. Pulver e Sarah Cole Truesdale. Também foram presos os fiscais eleitorais que haviam permitido que as mulheres votassem: Beverly Waugh Jones, Edwin T. Marsh e William B. Hall. Muitas dessas mulheres estavam envolvidas em atividades de reforma social, como Rhoda DeGarmo, que havia sido secretária de registros da Convenção dos Direitos da Mulher de Rochester de 1848, a segunda convenção desse tipo no país, realizada duas semanas após a Convenção de Seneca Falls.
Para sua defesa, Anthony escolheu Henry Selden [en], um advogado local que havia atuado como vice-governador de Nova York e como juiz do Tribunal de Apelações de Nova York. O New York Commercial Advertiser [en] destacou a nova importância do julgamento de Anthony, agora que Selden havia concordado em defendê-la, sugerindo que sua defesa poderia levar os homens a reconsiderar suas opiniões sobre o sufrágio feminino. Anthony também consultou regularmente o advogado dos inspetores eleitorais, John Van Voorhis, que anteriormente havia sido procurador da cidade de Rochester.
As mulheres presas pagaram uma fiança de US$ 500 cada uma. Todas pagaram, exceto Anthony, que se recusou a fazê-lo. Em resposta, Storrs emitiu um termo de compromisso autorizando o delegado dos EUA a colocá-la na cadeia do condado de Albany, embora ela nunca tenha sido detida lá.

### Turnê de palestras antes do julgamento
A prisão de Susan B. Anthony gerou ampla cobertura na imprensa nacional, e ela aproveitou a oportunidade para promover o movimento sufragista. Entre o momento de sua prisão e o julgamento, Anthony realizou uma turnê de palestras em 29 cidades e vilarejos do condado de Monroe, Nova York, região onde seu julgamento seria realizado e de onde viriam os jurados. Suas palestras foram focadas em um tema central: “Is it a Crime for a U.S. Citizen to Vote?” ("É crime um cidadão americano votar?").

Durante suas apresentações, Anthony argumentou que a Décima Quarta Emenda da Constituição dos Estados Unidos lhe concedia o direito de votar. Ela afirmou: “Não pedimos mais à Legislatura ou ao Congresso que nos dê o direito de votar. Apelamos às mulheres de todo o mundo para que exerçam seu 'direito de voto do cidadão', há muito tempo negligenciado”. Para sustentar sua afirmação, ela citou o texto da primeira seção da recém-adotada Décima Quarta Emenda, que dispõe:
Todas as pessoas nascidas ou naturalizadas nos Estados Unidos e sujeitas à sua jurisdição são cidadãos dos Estados Unidos e do Estado em que residem. Nenhum Estado fará ou aplicará qualquer lei que restrinja os privilégios ou imunidades dos cidadãos dos Estados Unidos; nenhum Estado privará qualquer pessoa da vida, liberdade ou propriedade, sem o devido processo legal; nem negará a qualquer pessoa dentro de sua jurisdição a proteção igualitária das leis.
Anthony argumentou então que,
A única questão que resta a ser resolvida agora é: As mulheres são pessoas? E dificilmente acredito que algum de nossos oponentes terá a ousadia de dizer que não são. Sendo pessoas, então, as mulheres são cidadãs; e nenhum Estado tem o direito de fazer qualquer nova lei, ou de aplicar qualquer lei antiga, que possa restringir seus privilégios ou imunidades.”
O discurso de Anthony foi amplamente divulgado, sendo impresso na íntegra em um dos jornais diários de Rochester, alcançando um público ainda mais amplo, incluindo os jurados em potencial de seu julgamento.
Ela também destacou a incoerência nas palavras de gênero utilizadas nas leis. Anthony apontou que, nas leis fiscais de Nova York, os termos “ele”, “ele” e “seu” eram usados, embora as mulheres também fossem obrigadas a pagar impostos. Ela observou ainda que a Lei Federal de Execução de 1870, que ela foi acusada de violar, usava apenas pronomes masculinos. Quando seu registro oficial de compromisso foi elaborado, o escrivão do tribunal usou pronomes masculinos, mas fez uma correção manual, inserindo um “s” sobre o “ele” para transformá-lo em “ela” e alterando “dele” para “dela”. Em sua palestra, Anthony concluiu: “Insisto que, se os funcionários do governo podem manipular os pronomes para tributar, multar, prender e enforcar mulheres, as mulheres podem tomar a mesma liberdade com eles para garantir a si mesmas o direito de ter voz no governo”.
Esse argumento, que uniu questões de cidadania, direitos das mulheres e incoerências jurídicas, tornou-se uma peça central de sua campanha, aumentando a conscientização sobre a luta pelo sufrágio feminino em todo o país.

### Outras atividades pré-julgamento

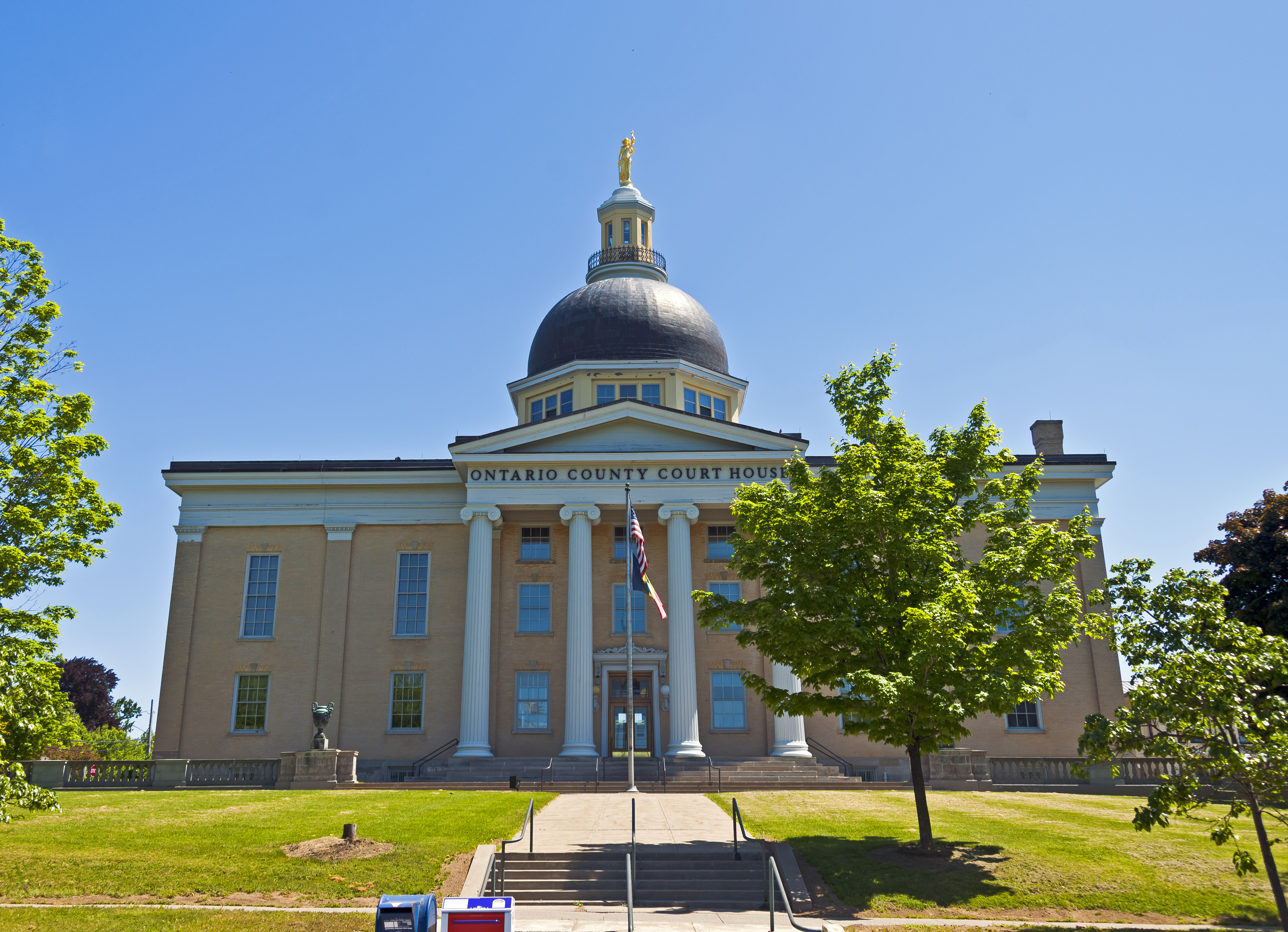
O local do julgamento de Anthony: Tribunal do Condado de Ontário, Canandaigua, Nova York.

Em 21 de janeiro de 1873, durante uma audiência no Tribunal Distrital dos EUA em Albany, capital do estado de Nova York, o advogado de defesa de Susan B. Anthony, Henry R. Selden, apresentou argumentos detalhados em apoio ao caso de sua cliente. Ele argumentou que a questão do direito das mulheres ao voto ainda não havia sido resolvida pelos tribunais, e, portanto, o governo não tinha base legal para acusar Anthony de crime. Sem permitir que o Procurador dos EUA, Richard Crowley [en], apresentasse sua defesa, o juiz Nathan Hall [en] decidiu que Anthony permaneceria sob custódia.
Após a audiência, Anthony publicou os argumentos de Selden em um panfleto e distribuiu 3.000 cópias, enviando algumas delas a editores de jornais em diversos estados com solicitações de reimpressão. Em uma carta anexada ao pedido enviado ao editor do Rochester Evening Express, Anthony pediu apoio para esclarecer o público, afirmando que era necessário convencer os cidadãos de Rochester de que seu voto não constituía um crime, para que nenhum júri de doze pessoas pudesse condená-la.
Em 24 de janeiro de 1873, o Procurador Crowley apresentou as acusações ao grande júri do Tribunal Distrital de Albany, que indiciou as mulheres eleitoras. Anthony se declarou novamente inocente e foi mantida sob fiança no valor de US$ 1.000,00, que foi paga por Selden, apesar do protesto de Anthony. Em 4 de março, Anthony participou novamente de uma eleição em Rochester, sendo a única mulher a votar naquele momento.
Em 22 de maio, Crowley solicitou a transferência do caso do Tribunal Distrital Federal para o Tribunal de Circuito Federal do Distrito Norte de Nova York, que também tinha jurisdição sobre o caso. A sessão desse tribunal estava prevista para junho, em Canandaigua, cidade localizada no condado de Ontário, vizinho ao condado de Monroe. Embora o motivo da transferência não tenha sido informado, observadores apontaram que o juiz da Suprema Corte dos EUA, Ward Hunt, designado para esse circuito, estaria disponível em junho para julgar o caso. Normalmente, os tribunais de circuito federal retêm casos importantes até a chegada do juiz da Suprema Corte designado, cuja participação conferiria maior peso ao veredicto. A mudança também significava que os jurados não seriam mais escolhidos do Condado de Monroe, região que Anthony havia visitado extensivamente durante sua recente turnê de palestras. Em resposta, Anthony organizou uma nova série de palestras no Condado de Ontário, com o apoio de sua colega Matilda Joslyn Gage, antes do início do julgamento.

### Julgamento

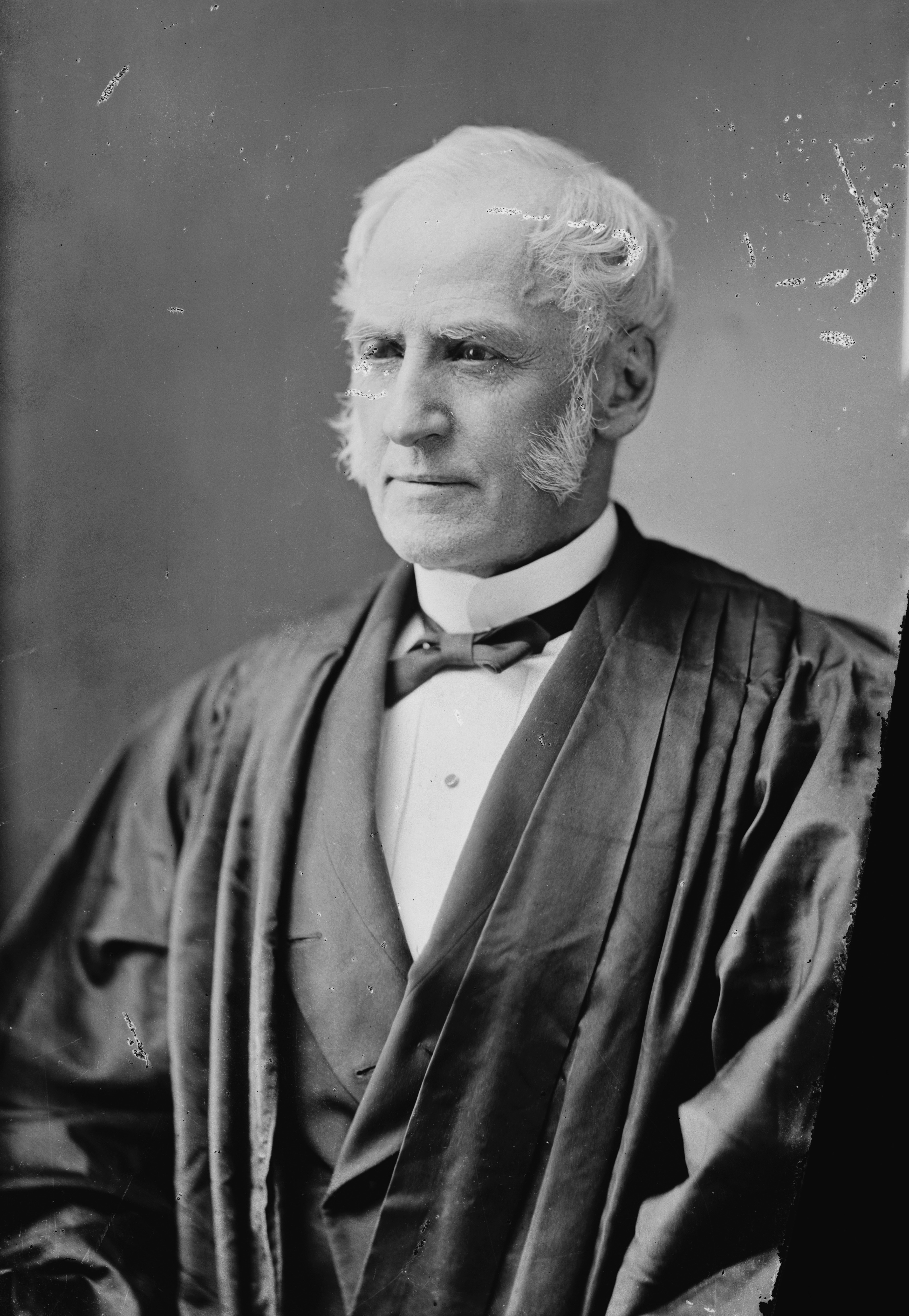
O juiz Ward Hunt, da Suprema Corte dos EUA, presidiu o julgamento no Tribunal Federal de Circuito, Distrito Norte de Nova York.

O julgamento de Susan B. Anthony apresentou várias complicações legais e processuais. Embora ela tenha sido acusada de violar uma lei estadual que proibia as mulheres de votar, o processo não ocorreu em um tribunal estadual. Em vez disso, Anthony foi julgada em tribunais federais por violar a Lei de Execução de 1870 [en], que tornava crime federal votar em eleições para o Congresso caso o eleitor não fosse qualificado segundo a legislação estadual. O caso de Anthony envolveu dois ramos sobrepostos do sistema judiciário federal: o Tribunal Distrital dos EUA para o Distrito Norte de Nova York e o Tribunal de Circuito dos EUA para o Distrito Norte de Nova York. (Esse sistema de tribunais de circuito seria abolido em 1912.)
O juiz Ward Hunt, recentemente nomeado para a Suprema Corte dos EUA, era responsável por esse circuito e presidiu o julgamento de Anthony. Hunt nunca havia atuado como juiz de primeira instância; ele iniciou sua carreira judicial como político e foi posteriormente eleito para o Tribunal de Apelações de Nova York [en].
O julgamento, United States v. Susan B. Anthony, teve início em 17 de junho de 1873, em Canandaigua, Nova York, e atraiu grande atenção da imprensa nacional. O caso foi tratado como um espetáculo público, com a mídia esperando por aspectos dramáticos. O New York Times relatou com humor que "foi admitido que o réu era, em 5 de novembro de 1872, uma mulher".
O juiz Hunt presidiu o julgamento sozinho, o que era incomum na época. Normalmente, os julgamentos criminais federais eram conduzidos por dois juízes, e o caso só poderia ser encaminhado à Suprema Corte se houvesse discordância entre eles sobre o veredicto. O juiz do Tribunal Distrital, Nathan K. Hall, que já havia se envolvido com o caso de Anthony em audiências anteriores, estava presente na sala no início do julgamento, sentado ao lado de Hunt. No entanto, ele não permaneceu no banco dos juízes durante o julgamento de Anthony e se retirou para a plateia. Entre os espectadores também estava o ex-presidente Millard Fillmore.

#### Argumentos jurídicos
Argumentando a favor da defesa, Selden disse que a primeira seção da Décima Quarta Emenda claramente concedia às mulheres a cidadania e impedia os estados de criar leis que restringissem os "privilégios e imunidades dos cidadãos". Para ele, o direito de votar era essencial para os direitos de um cidadão, sendo a base para o exercício de outros direitos políticos. Selden também fez uma analogia com as injustiças sofridas por mulheres em diversas culturas, argumentando que a falta de voz política era um dos principais fatores para tais desigualdades. Ele concluiu que Anthony havia votado com a convicção de que estava exercendo um direito legal e, portanto, não poderia ser acusada conscientemente de violar a lei.
Defendendo a acusação, Crowley disse que os “privilégios e imunidades” protegidos pela Décima Quarta Emenda se aplicavam apenas a direitos fundamentais como vida, liberdade e propriedade, e não ao direito de votar. Para ele, o direito de voto não estava implícito na emenda. Crowley também fez a comparação de que, embora as crianças fossem cidadãs, ninguém afirmaria que elas teriam o direito de votar. Ele citou decisões judiciais de tribunais estaduais e federais que reafirmaram o direito dos estados de restringir o sufrágio aos homens. Além disso, ele apontou que a segunda seção da Décima Quarta Emenda se referia explicitamente aos eleitores do sexo masculino, ao estipular uma redução na representação no Congresso para os estados que restringissem o voto masculino.
Por meio de seu advogado, Anthony solicitou permissão para testemunhar em seu próprio nome, mas Hunt negou seu pedido. Em vez disso, ele seguiu uma regra da lei comum da época que impedia o testemunho de réus criminais em tribunais federais.

#### Veredicto direto
Após a apresentação dos argumentos de ambas as partes no segundo dia de julgamento, o juiz Ward Hunt emitiu sua decisão por escrito. Hunt explicou que havia redigido a sentença com antecedência para evitar qualquer mal-entendido sobre sua posição. Ele afirmou que a Constituição permitia que os estados proibissem as mulheres de votar e que, portanto, Anthony era culpada de violar uma lei de Nova York que restringia o voto feminino. Hunt citou como precedentes as decisões da Suprema Corte nos casos Slaughter-House Cases [en] e Bradwell v. Illinois [en], que haviam interpretado de maneira restritiva os direitos de cidadania nos Estados Unidos. O juiz também argumentou que o direito a um julgamento por júri só se aplicava quando havia uma questão de fato a ser decidida, e não quando se tratava de uma questão de direito.
O ponto mais controverso do julgamento foi a decisão de Hunt de instruir o júri a emitir um veredicto de culpado, sem permitir que a defesa entrevistasse os jurados para saber suas opiniões sobre o veredicto, como solicitado pelo advogado de Anthony, Henry R. Selden. Essa ação foi vista como uma violação do direito constitucional a um julgamento justo e público, previsto pela Sexta Emenda da Constituição dos Estados Unidos, que garante ao acusado o direito a um julgamento por um júri imparcial.
N. E. H. Hull, professor de direito e autor de um estudo aprofundado sobre o julgamento, comentou sobre o fato de Hunt ter preparado seu parecer com antecedência. Ele observou que, se o juiz realmente escreveu a sentença antes do início do julgamento ou esperou para ver se algum argumento poderia influenciar sua decisão, isso nunca seria definitivamente esclarecido. Anthony foi enfática ao afirmar que Hunt havia escrito sua decisão antes de ouvir os argumentos, e o advogado John Van Voorhis concordou, afirmando que o juiz "sem dúvida" havia preparado sua opinião com antecedência.
Após o julgamento, surgiram divergências sobre qual teria sido o veredicto do júri caso não tivesse sido dado um veredicto direto. O procurador federal Richard Crowley afirmou que os jurados haviam informalmente concordado com a decisão de Hunt. No entanto, Anthony relatou que um dos jurados declarou: "O veredicto de culpado não teria sido meu, se eu tivesse falado, nem se eu estivesse sozinho. Havia outros que pensavam como eu, mas não podíamos falar”.

#### Discurso de Anthony ao tribunal
No segundo e último dia do julgamento, em uma ação que normalmente seria rotineira, o juiz Ward Hunt perguntou a Susan B. Anthony se ela tinha algo a dizer. Ela então proferiu um discurso que, segundo a historiadora Ann D. Gordon, foi "o mais famoso da história da agitação pelo sufrágio feminino".
Desafiando repetidamente a ordem do juiz para que parasse de falar e se sentasse, Anthony protestou contra o que considerava ser uma "afronta arbitrária aos meus direitos de cidadã", afirmando que "o senhor pisoteou todos os princípios vitais de nosso governo. Meus direitos naturais, meus direitos civis, meus direitos políticos, meus direitos judiciais são todos igualmente ignorados". Ela criticou o juiz Hunt por negar a ela o direito a um julgamento por júri. Mesmo que um júri tivesse sido convocado, ela argumentou, ainda assim teria sido privada do direito de ser julgada por um júri de seus pares, uma vez que as mulheres não podiam servir como juradas. Anthony comparou sua luta pelos direitos das mulheres à luta dos escravizados pela liberdade, dizendo que, assim como os escravizados obtiveram a liberdade "por cima, por baixo ou por meio de formas injustas de lei", as mulheres deveriam "tomar" o direito de voz no governo, como ela havia feito ao votar, e continuar a reivindicá-lo sempre que possível.

#### Caminho bloqueado para a Suprema Corte
Após a condenação de Anthony a uma multa de US$ 100, ela respondeu: "Nunca pagarei um dólar de sua pena injusta" e, de fato, nunca pagou. Caso o juiz Hunt tivesse determinado sua prisão até o pagamento da multa, Anthony poderia ter solicitado um habeas corpus para buscar uma audiência na Suprema Corte. No entanto, Hunt decidiu não ordenar sua prisão, bloqueando essa possibilidade. Como na época não eram permitidos recursos à Suprema Corte em casos criminais, o caminho legal para que Anthony levasse seu caso adiante foi fechado.

### Tentativa de cobrar a multa de Anthony
Cerca de um mês após o julgamento, um delegado federal foi designado para cobrar a multa de Anthony. Ele relatou que, após uma busca cuidadosa, não foi encontrada nenhuma propriedade que pudesse ser apreendida para pagar a multa. O tribunal não tomou mais nenhuma medida após isso.

### Ações judiciais periféricas

#### Julgamento dos fiscais eleitorais
O julgamento dos fiscais eleitorais que haviam permitido que Susan B. Anthony e as outras 14 mulheres votassem ocorreu logo após o julgamento de Anthony. Os fiscais foram considerados culpados de violar a Lei de Execução de 1870, que tornava crime federal permitir que eleitores não qualificados votassem, e foram multados. No entanto, eles se recusaram a pagar as multas e acabaram sendo presos.
O público demonstrou simpatia pelos fiscais, que se encontravam em uma situação difícil, pois enfrentavam ações legais adversas tanto se permitissem quanto se recusassem a permitir que as mulheres votassem. O Rochester Evening Express de 26 de fevereiro de 1874 descreveu a detenção e prisão dos fiscais como um “ato mesquinho, mas malicioso, de tirania”. Durante o período em que estavam presos, os fiscais receberam visitas constantes de apoiadores, incluindo as próprias mulheres que haviam votado sob sua supervisão. Em um esforço para libertá-los, Anthony apelou aos seus amigos no Congresso, que, por sua vez, pediram ao Presidente Ulysses S. Grant que interviesse. Em 3 de março de 1874, o presidente perdoou os fiscais. Eles foram reeleitos para seus cargos nas eleições realizadas no mesmo dia.

#### Mulheres eleitoras coautoras
As quatorze mulheres que haviam sido presas junto com Anthony foram indiciadas em janeiro de 1873. No entanto, em 22 de maio daquele ano, foram liberadas após o procurador Richard Crowley informar que o caso de Anthony seria usado como um caso de teste. Elas foram informadas de que não precisariam comparecer ao julgamento de Anthony. Posteriormente, em 21 de junho de 1873, após o julgamento de Anthony, o promotor entrou com moções de nolle prosequi [en] no tribunal de circuito, sinalizando que o governo não daria continuidade ao processo contra as mulheres.

### Cobertura da imprensa

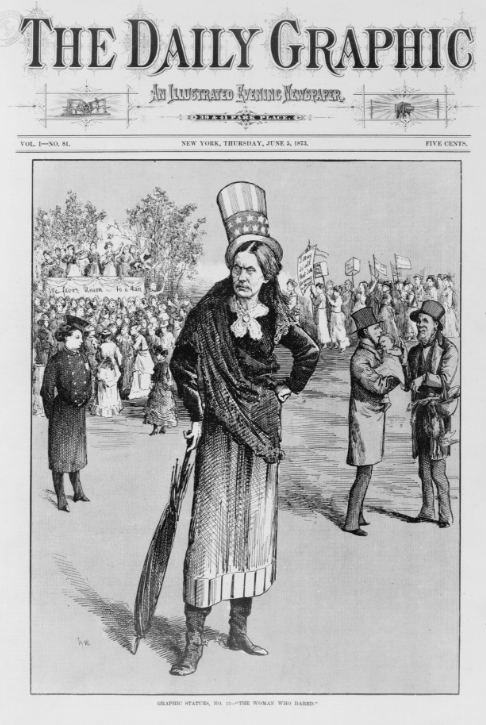
Caricatura de Susan B. Anthony no Daily Graphic pouco antes de seu julgamento.

A Associated Press forneceu relatórios diários sobre o julgamento de Susan B. Anthony, que foram amplamente divulgados nos jornais de todo o país. Em algumas publicações, os jornais dedicaram várias colunas aos argumentos apresentados pelos advogados e às decisões do juiz. Enquanto alguns veículos apoiaram o movimento sufragista, outros criticaram duramente as mulheres envolvidas no caso. O Rochester Union and Advertiser, por exemplo, afirmou que a ação das eleitoras “mostra o progresso da ilegalidade feminina em vez do princípio do sufrágio feminino” e que os esforços de Susan B. Anthony e suas colegas, para votar como homens, seriam “criminais e ridículos, na medida em que fossem bem-sucedidos”.
O principal ponto de controvérsia foi a recusa do juiz Ward Hunt em permitir que o júri deliberasse e votasse sobre o veredicto. O New York Sun pediu o impeachment de Hunt, acusando-o de subverter a liberdade civil, enquanto o Trenton State Sentinel and Capital questionou: “Por que ter júris se os juízes podem encontrar veredictos — ou ordenar que sejam encontrados — e depois se recusar a votar com o júri?”
Antes do início do julgamento, o New York Daily Graphic publicou uma caricatura de Susan B. Anthony na capa, com o título “The Woman Who Dared” ("A mulher que ousou"). A ilustração mostrava Anthony com uma expressão sombria, vestindo botas masculinas com esporas. Ao fundo, apareciam uma mulher com uniforme policial e homens carregando mantimentos e bebês. A história que acompanhava a imagem sugeria que, caso Anthony fosse absolvida, o mundo se assemelharia à cena da caricatura, com as mulheres reconhecendo nela a pioneira que abriu o caminho para as suas próprias lutas.

## Consequências

### Petição para remissão da multa
Em janeiro de 1874, Susan B. Anthony solicitou ao Congresso a remissão de sua multa de US$ 100, alegando que a decisão do juiz Ward Hunt havia sido injusta. Os comitês judiciários do Senado e da Câmara debateram a questão. O senador Matthew Carpenter [en] criticou fortemente a decisão, argumentando que ela representava "um desvio total e uma inovação muito perigosa do método bem estabelecido de julgamento por júri em casos criminais". Carpenter afirmou que, por Anthony não ter tido um julgamento por júri, como é garantido pela Constituição, sua condenação foi “errônea”. Embora o deputado Benjamin Butler tenha apresentado um projeto de lei para remir a multa de Anthony, o projeto não foi aprovado.

### Efeito sobre o movimento feminino
O julgamento de Susan B. Anthony teve um impacto significativo ao transformar o sufrágio feminino em uma questão de debate nacional. Este evento representou um marco importante na transição do movimento pelos direitos das mulheres, que até então abordava uma série de questões, para um movimento mais focado no direito de voto feminino.
A Associação Nacional pelo Sufrágio Feminino (NWSA) continuou a adotar a estratégia conhecida como New Departure, apesar da tentativa frustrada de Anthony de levar seu caso à Suprema Corte dos EUA. Essa estratégia foi bem-sucedida em outro caso: Virginia Minor, uma das defensoras da New Departure, foi impedida de se registrar para votar no Missouri em 1872 e levou o caso aos tribunais, eventualmente sendo julgado pela Suprema Corte dos EUA. No entanto, em 1875, a Suprema Corte decidiu no caso Minor v. Happersett que a Constituição não garantia implicitamente o direito ao sufrágio feminino, afirmando que “a Constituição dos Estados Unidos não confere o direito de sufrágio a ninguém”.
Essa decisão pôs fim à estratégia New Departure de buscar o sufrágio feminino através do sistema judiciário. A partir daí, a NWSA optou por uma abordagem mais desafiadora: a campanha por uma emenda à Constituição dos EUA que garantisse o direito de voto às mulheres. Essa luta continuou por mais 45 anos, até a ratificação da Décima Nona Emenda em 1920, que finalmente concedeu às mulheres o direito de voto. No entanto, o reconhecimento da plena conexão entre cidadania e direito de voto só se deu de maneira mais sólida na segunda metade do século XX, com decisões da Suprema Corte como Reynolds v. Sims e Wesberry v. Sanders, ambas em 1964.

### Debate contínuo sobre veredictos direcionados
A controvérsia sobre o veredicto dirigido proferido pelo juiz Ward Hunt continuou a ser um tema de debate jurídico por muitos anos após o julgamento de Susan B. Anthony. Em 1882, um juiz do tribunal de circuito declarou que era errado um juiz orientar um júri a dar um veredicto de culpado, o que foi visto como uma violação da prática judicial e dos direitos constitucionais do acusado. Mais tarde, em 1895, no caso Sparf v. United States [en], a Suprema Corte dos Estados Unidos decidiu que um juiz federal não poderia, de maneira alguma, orientar um júri a dar um veredicto de culpado em um julgamento criminal, reforçando o princípio de que os júris devem ser independentes na avaliação das provas e na decisão sobre a culpa ou inocência.

### Outros resultados

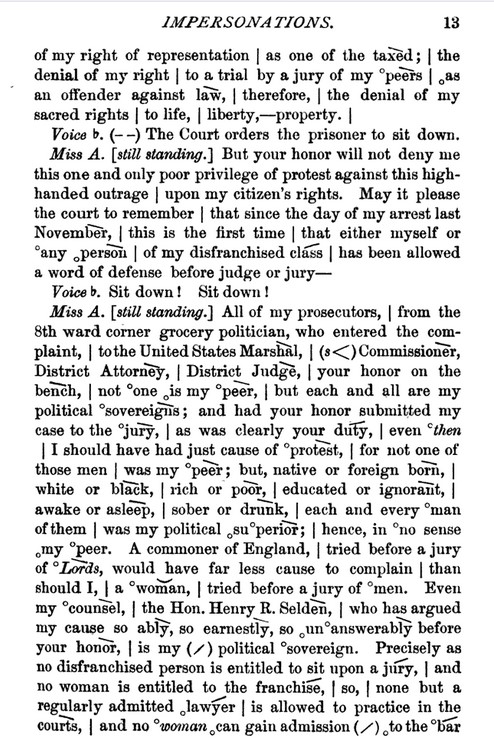
Anotações de Helen Potter para imitar o discurso de Susan B. Anthony no tribunal.

Em abril de 1874, Susan B. Anthony publicou um livro intitulado An Account of the Proceedings on the Trial of Susan B. Anthony, que detalhava os eventos do julgamento, incluindo as acusações, seu discurso para os jurados em potencial, os argumentos dos advogados, as transcrições do julgamento e a decisão do juiz Hunt. O livro também continha um ensaio de John Hooker, que criticava as ações de Hunt, considerando-as subversivas e contrárias ao sistema de julgamentos por júri. O livro não incluía o argumento do Procurador dos EUA, Crowley, que se recusou a fornecê-lo, publicando, em vez disso, seu próprio panfleto com seu argumento e a decisão do juiz.
Helen Potter, uma artista popular da época, também fez encenações de Anthony confrontando o juiz Hunt, representando essa figura pública durante vários anos após o julgamento. Anthony assistiu a uma dessas apresentações em Illinois em 1877 e, após a peça, Potter mostrou seu apoio ao trabalho de Anthony, pagando sua conta no hotel e fazendo uma doação de 100 dólares.
Em maio de 1873, as mulheres presas, junto com seus apoiadores, fundaram a Associação de Mulheres Contribuintes do Condado de Monroe para protestar contra a tributação sem representação, um símbolo do movimento pelos direitos das mulheres e a luta pelo sufrágio feminino.
O local onde as mulheres votaram em 1872, no qual Susan B. Anthony foi julgada, agora abriga uma escultura de bronze de uma urna trancada, ladeada por dois pilares, chamada 1872 Monument. O monumento foi inaugurado em agosto de 2009, no 89º aniversário da ratificação da Décima Nona Emenda. A Trilha Susan B. Anthony também foi estabelecida, passando pelo local e incluindo o Café de 1872, que recebe o nome do ano em que Anthony exerceu seu direito de voto ilegalmente.
Em 18 de agosto de 2020, no centésimo aniversário da ratificação da 19ª Emenda, o presidente Donald Trump concedeu um perdão simbólico a Susan B. Anthony, reconhecendo sua contribuição histórica à luta pelo sufrágio feminino. No entanto, o perdão foi simbólico, pois Susan B. Anthony já havia falecido, e foi publicamente rejeitado por pelo menos um representante contemporâneo de sua herança, o Museu e Casa Nacional Susan B. Anthony.

## Comentários jurídicos
No verão de 1874, o Albany Law Journal, uma das publicações jurídicas mais influentes do estado de Nova York, criticou fortemente as ações do juiz Ward Hunt. O periódico argumentou que Susan B. Anthony não teve um julgamento adequado por júri, o que, segundo a crítica, violava as garantias constitucionais. A Constituição dos Estados Unidos assegura o direito de julgamento por júri para os réus em processos criminais, e, ao dirigir o veredicto de culpado, Hunt negou essa prerrogativa fundamental. A crítica sublinhou que o julgamento de Anthony não se alinhou com o devido processo legal, como estipulado pela Constituição.
Em 2001, Adam Winkler, em um artigo para a New York University Law Review [en], discutiu o impacto do julgamento de Anthony no contexto de uma interpretação mais moderna da Constituição, conhecida como "Living Constitutionalism" ("Constituição vivente"). Essa escola de pensamento, que ganha força no século XX, sugere que a Constituição deve ser interpretada de maneira flexível, para atender às necessidades contemporâneas da sociedade. Winkler observou que as sufragistas, incluindo Susan B. Anthony, já estavam propondo uma leitura progressista da Constituição ao exigir que os tribunais reconhecessem o direito de voto das mulheres como um direito natural. Ele argumentou que a estratégia New Departure das sufragistas, que buscava afirmar que as mulheres já possuíam o direito de voto garantido pela Constituição, estava à frente de sua época, antecipando conceitos que só mais tarde seriam discutidos por pensadores como Oliver Wendell Holmes.
Em 2013, o ABA Journal [en] publicou uma série de artigos sobre julgamentos históricos, incluindo um dedicado ao caso de Susan B. Anthony, escrito por Deborah Enix-Ross, presidente do Centro de Direitos Humanos da Associação Americana de Advogados. Enix-Ross argumentou que o julgamento de Anthony não tratava apenas da questão do sufrágio feminino, mas também abordava temas mais amplos, como as leis de Reconstrução, a autoridade concorrente entre os governos federal e estadual, além das liberdades fundamentais de expressão. A autora sugeriu que o julgamento de Anthony foi significativo não apenas para o movimento sufragista, mas também para a definição de direitos civis e da relação entre o federalismo e as liberdades individuais. Enix-Ross sublinhou que, ao desafiar as leis que limitavam os direitos das mulheres, Anthony estava, de certa forma, colocando em xeque os fundamentos do sistema político e legal dos Estados Unidos da época.

## Páginas externas
- Arquivo do caso criminal de Susan B. Anthony no Arquivo Nacional dos EUA